# 1933
- Wikisource

1933 (MCMXXXIII, na numeração romana) foi um ano comum do século XX do actual Calendário Gregoriano, da Era de Cristo, e a sua letra dominical foi A, totalizando 52 semanas, com início a um domingo e terminou também a um domingo. Segundo o horóscopo chinês, foi o ano do Galo, começando a 26 de janeiro.
| Ano completo                    |
| ------------------------------- |
| Ano comum com início ao domingo |

## Eventos

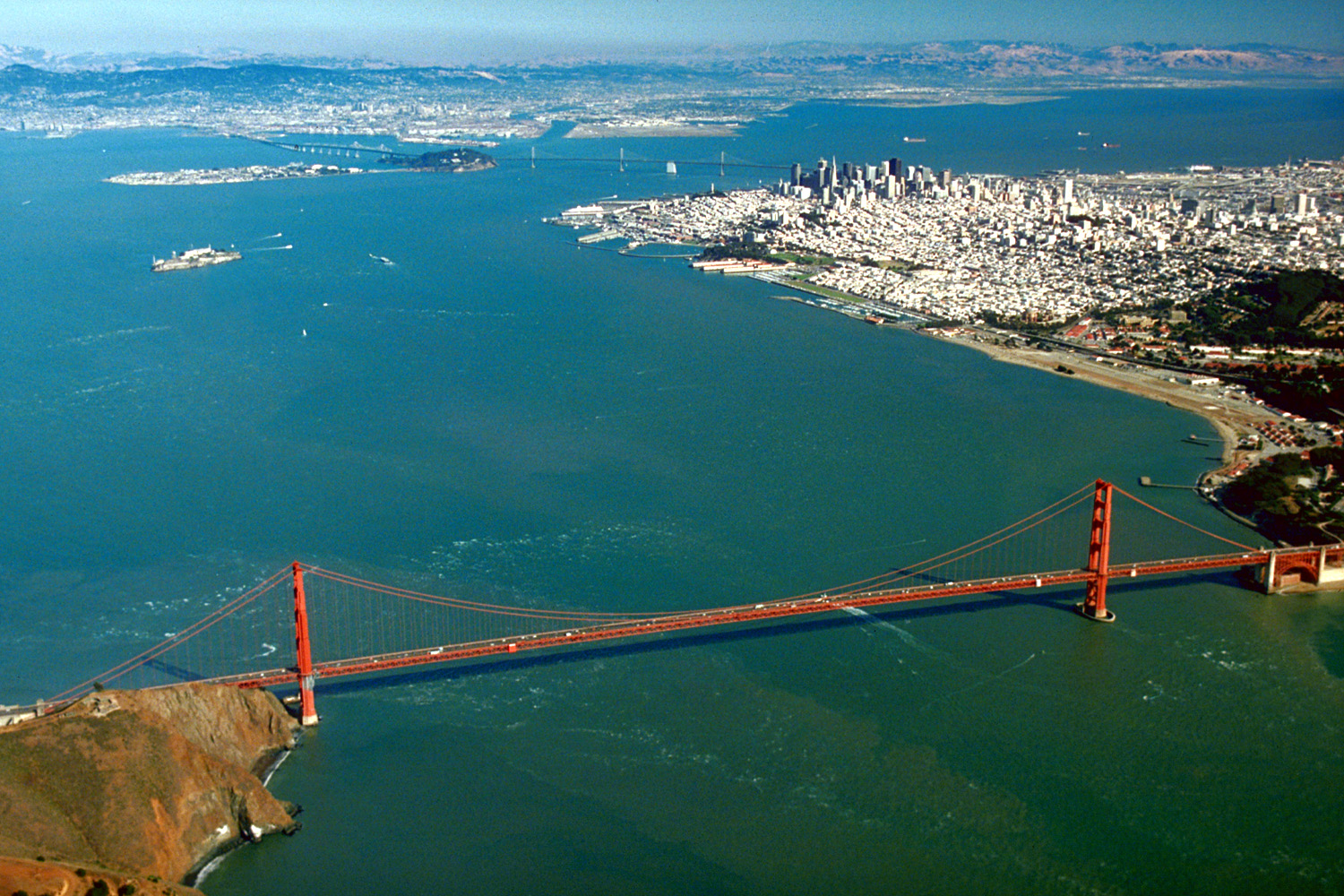
Vista aérea da Ponte Golden Gate sobre o estreito com a cidade de São Francisco ao fundo.

### Janeiro
- 5 de janeiro - Começa a construção da Ponte Golden Gate (em português: Ponte do Portão de Ouro), localizada sobre o estreito de Golden Gate, e que liga a cidade de São Francisco a Sausalito, no estado da Califórnia, nos Estados Unidos.
- 9 de janeiro - Início das atividades letivas na Escola Salesiana Do Estoril
- 30 de Janeiro- Adolf Hitler foi nomeado chanceler da Alemanha ( Reichskanzler) por Hindenburg (a Machtergreifung), sendo o gabinete ministerial em seguida dissolvido por Hitler.

### Fevereiro
- 10 de fevereiro - Criado o Departamento Nacional do Café no Brasil, que substituiu o Conselho Nacional do Café (CNC) órgão considerado excessivamente comprometido com os interesses locais dos estados produtores (São Paulo, Minas Gerais, Paraná, Espírito Santo e Rio de Janeiro).

### Março
- 5 de março
  - Partido Nazista de Adolf Hitler recebe 43,9% dos votos nas eleições do Reichstag, o que permite que os nazistas aprovem mais tarde a Lei de Concessão de Plenos Poderes e estabeleçam uma ditadura.
  - Grande Depressão: Presidente Franklin D. Roosevelt declara "feriado bancário", fechando todos os bancos estado-unidenses e congelando todas as transações financeiras, dando início à implementação do New Deal.
  - 19 de março - Nesta data, é fundado o Sport Clube de Freamunde.
  - 31 de março- Gabriel Terra realiza a revolução de março no Uruguai com a ajuda de civis, policiais e bombeiros onde obtém o poder até 1938

### Abril
- 11 de Abril - É aprovada em Portugal, a Constituição de 1933, dando início ao regime do Estado Novo.

### Maio
- Maio - Ocorrem as eleições para Assembleia Nacional Constituinte e o início de seus trabalhos para redigirem a Constituição brasileira de 1934.

### Junho
- 6 de junho - Nesta data, terça-feira, é fundado o Clube Desportivo de Tondela.

### Dezembro
- 26 de dezembro - A Nissan é fundada no Japão.

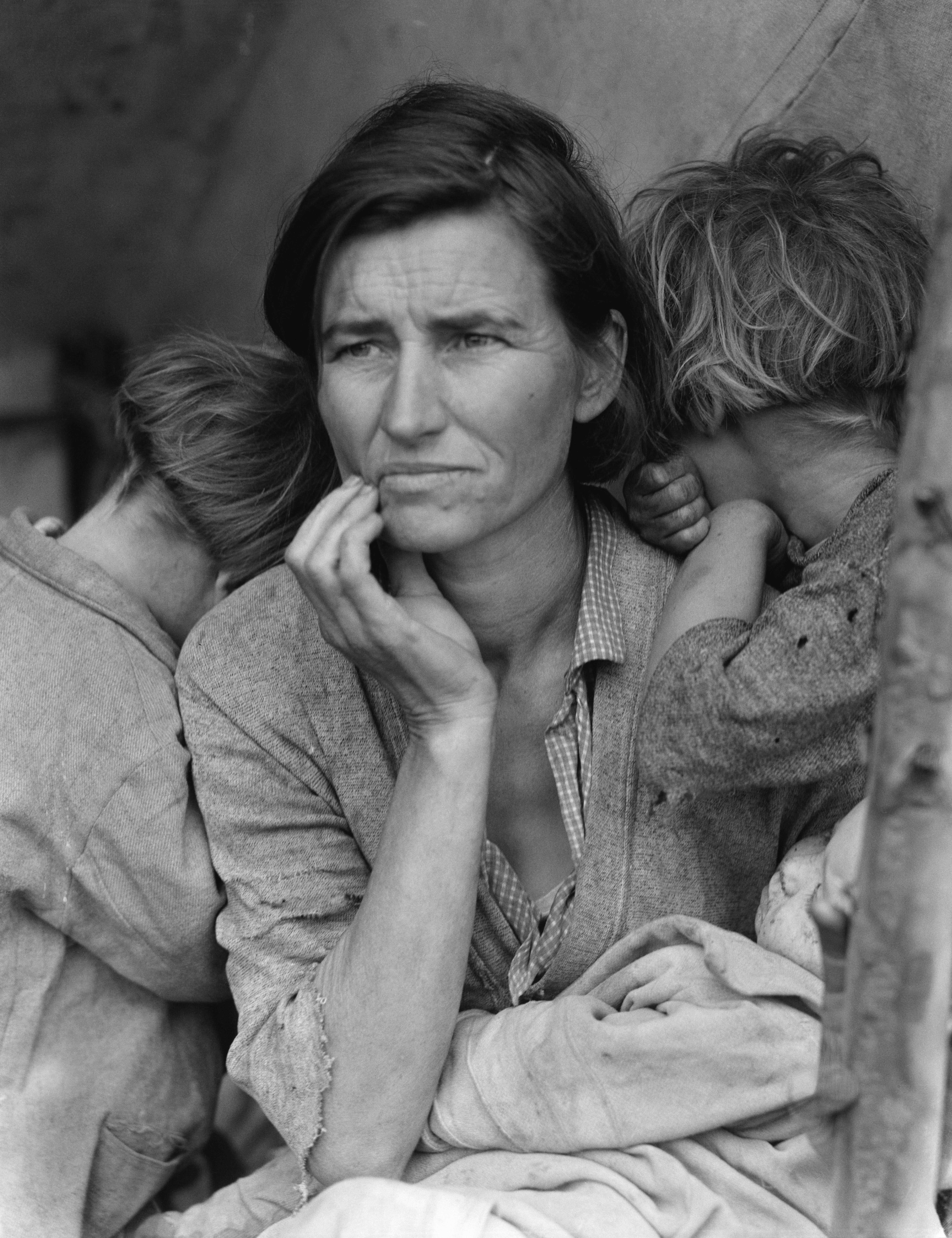
5 de março: A Grande Depressão.

## Nascimentos
- 25 de janeiro - Corazón Aquino, presidente das Filipinas de 1986 a 1992 (m. 2009)
- 13 de fevereiro - Paul Biya, presidente dos Camarões desde 1982.
- 11 de março - Léa Garcia, atriz brasileira (m. 2023).
- 22 de março - Abolhassan Bani-sadr, presidente do Irão de 1980 a 1981 (m. 2021).
- 29 de abril - Rod McKuen, poeta, cantor, e compositor americano (m. 2015).
- 23 de maio - Alberto Natusch Busch, presidente da Bolívia em 1979 (m. 1994).
- 3 de junho - Celso Torrelio Villa, presidente da Bolívia de 1981 a 1982 (m. 1999).
- 15 de junho - Mohammad-Ali Rajai, presidente do Irão em 1981 (m. 1981).
- 24 de setembro - Tia Fifia, primogênita da família Moura.
- 7 de julho
  - Rosa Maria Teixeira Bastos O’Shea, voleibolista brasileira.
  - Ramayana Gazzinelli, físico brasileiro (m. 2024).
- 8 de julho - Maria Helena Rosas Fernandes, compositora brasileira de música erudita.
- 1 de agosto - Rufo Herrera, compositor e bandoneonista argentino, radicado no Brasil.
- 2 de setembro - Mathieu Kérékou, presidente do Benim de 1972 a 1991 e de 1996 a 2006 (m. 2015).
- 19 de setembro - David McCallum, ator escocês (m. 2023).
- 27 de setembro - Will Sampson, pintor, ator e artista de rodeio estadunidense (m. 1987).
- 29 de setembro - Samora Machel, presidente de Moçambique de 1975 a 1986 e Prémio Lenin da Paz (m. 1986).
- 29 de outubro - Richard Loving, ativista norte-americano (m. 1975).
- 3 de novembro - Jalal Talabani, presidente do Iraque desde 2005 a 2014 (m. 2017).
- 29 de novembro - Francisco Cuoco, ator brasileiro (m. 2025).
- 4 de dezembro - Horst Buchholz, ator alemão (m. 2003).
- 5 de dezembro - Adolph Caesar, ator norte-americano (m. 1986).
- 14 de dezembro - Eva Wilma, atriz brasileira (m. 2021).
- 22 de dezembro
  - Abel Pacheco, presidente da Costa Rica de 2002 a 2006.
  - Iris Rezende, Prefeito de Goiânia, Senador por Goiás, Governador de Goiás, Ministro da Justiça do Brasil e Ministro da Agricultura do Brasil (m. 2021).
- 23 de dezembro - Akihito, 125º Imperador do Japão de 1989 a 2019.

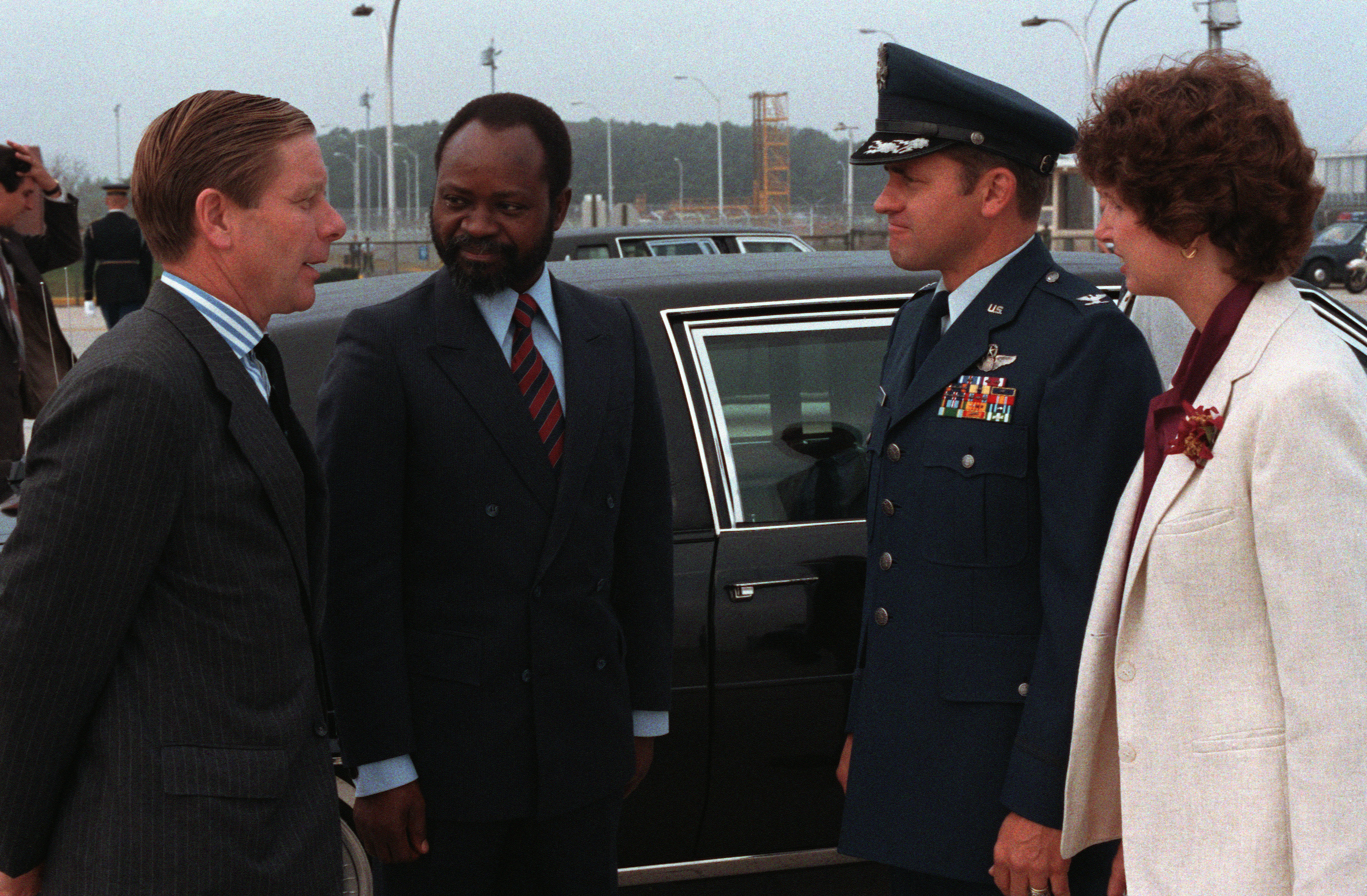
Moises Machel

## Mortes
- 5 de janeiro - Calvin Coolidge, presidente dos Estados
Unidos de 1923 a 1929 (n. 1872)
- 3 de julho - Hipólito Yrigoyen, presidente da Argentina de 1916 a 1922 e de 1928 a 1930 (n. 1852).
- 16 de outubro - Ismael Montes, presidente da Bolívia de 1904 a 1909 e de 1913 a 1917 (n. 1861).
- 26 de dezembro - Mary Ann Bevan, enfermeira e artista circense inglesa (n. 1874).

## Por tema
- 1933 na arte
- 1933 no Brasil
- 1933 na ciência
- 1933 no cinema
- 1933 no desporto
- 1933 no jornalismo
- 1933 na literatura
- 1933 na música
- 1933 na política
- 1933 no teatro
- 1933 na televisão

## Prêmio Nobel
- Física - Erwin Schrödinger,[1] Paul Adrien Maurice Dirac.[1]
- Química - não atribuído.
- Medicina - Thomas Hunt Morgan.[2]
- Literatura - Ivan Alekseyevich Bunin.[3]
- Paz - Norman Angell.[4]

## Por tema
- 1933 na arte
- 1933 no Brasil
- 1933 na ciência
- 1933 no cinema
- 1933 no desporto
- 1933 no jornalismo
- 1933 na literatura
- 1933 na música
- 1933 na política
- 1933 no teatro
- 1933 na televisão